# Saison 4 des Portes du temps
Chronologie
Saison 3 Saison 5
Cet article présente le guide des épisodes de la quatrième saison de la série télévisée britannique Les Portes du temps (Primeval).

## Épisode 1:Retour vers le futur
- Royaume-Uni : 1er janvier 2011 sur ITV1[1]
- France : 3 mai 2011 sur Syfy Universal[2],[3]
- Québec : date inconnue sur Ztélé

- Royaume-Uni : 4,5 millions de téléspectateurs (première diffusion)

- Une référence au groupe S club 7, dont faisait partie Hannah Spearritt, est faite vers la fin de l'épisode, dans l'arène avec la chanson Don't Stop Movin’.

## Épisode 2:Vieilles Retrouvailles
- Royaume-Uni : 2 janvier 2011 sur ITV1[4]
- France : 3 mai 2011 sur Syfy Universal[3]

- Royaume-Uni : 3,29 millions de téléspectateurs (première diffusion)

## Épisode 3:Venue du19esiècle
- Royaume-Uni : 8 janvier 2011 sur ITV1
- France : 10 mai 2011 sur Syfy Universal[3]

- Royaume-Uni : 4,17 millions de téléspectateurs (première diffusion)

## Épisode 4:Panique au collège
- Royaume-Uni : 15 janvier 2011 sur ITV1
- France : 10 mai 2011 sur Syfy Universal[3]

- Royaume-Uni : 4,15 millions de téléspectateurs (première diffusion)

## Épisode 5:Une découverte capitale
- Royaume-Uni : 22 janvier 2011 sur ITV1
- France : 17 mai 2011 sur Syfy Universal[3]

- Royaume-Uni : 4,21 millions de téléspectateurs (première diffusion)

## Épisode 6:Un mariage agité
- Royaume-Uni : 29 janvier 2011 sur ITV1
- France : 17 mai 2011 sur Syfy Universal[3]

- Royaume-Uni : 3,83 millions de téléspectateurs (première diffusion)

- Lucy Brown (Jenny Lewis)

## Épisode 7:Multiplication
- Royaume-Uni : 5 février 2011 sur ITV1
- France : 17 mai 2011 sur Syfy Universal[3]

- Royaume-Uni : 4,09 millions de téléspectateurs (première diffusion)